# 松約赫山
47°25′N 11°36′E / 47.417°N 11.600°E

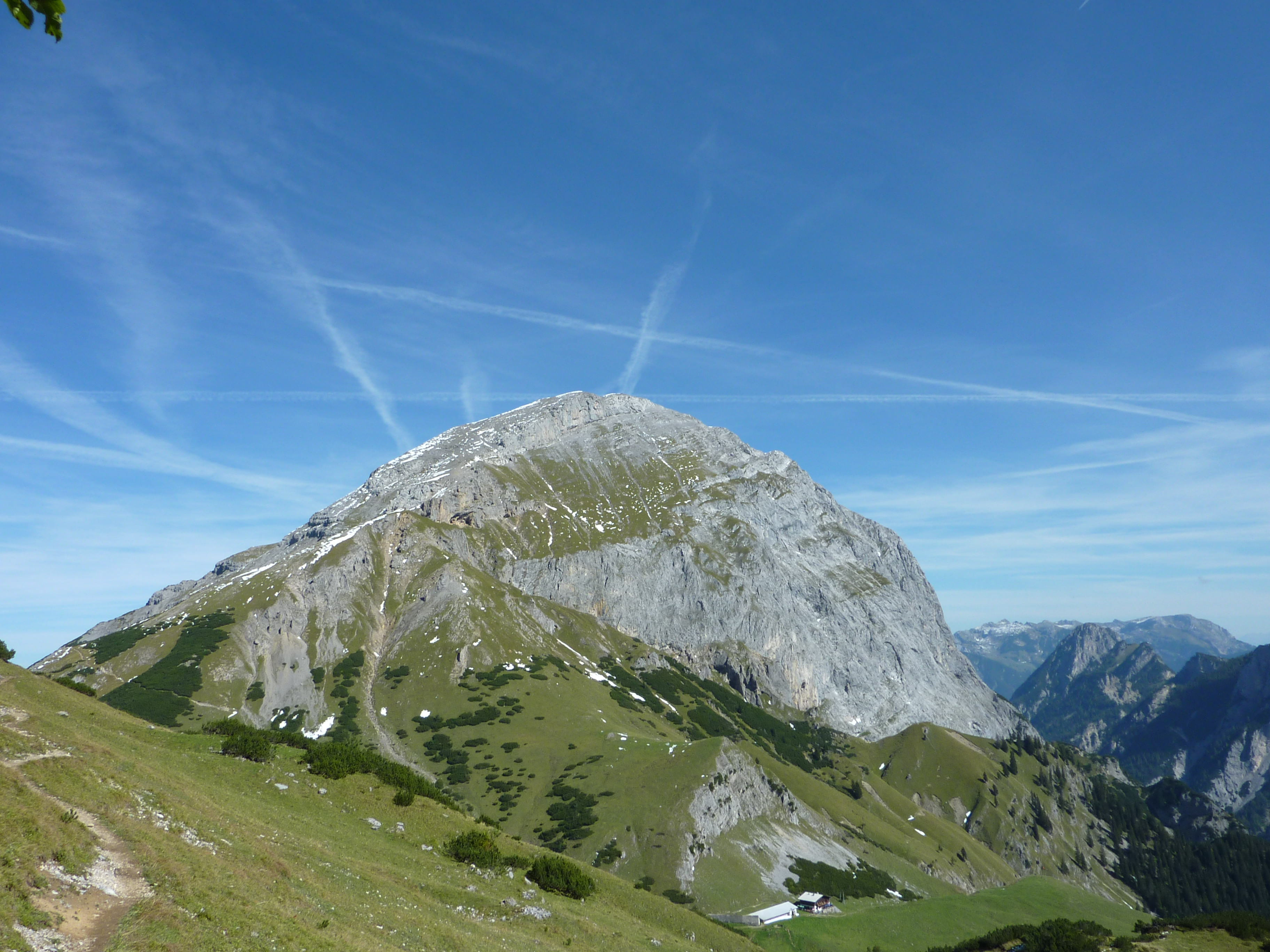

松約赫山（德语：Sonnjoch）是奧地利的山峰，位於該國西部，由蒂羅爾州負責管轄，屬於卡文德爾山脈的一部分，海拔高度2,457米，每年平均降雨量1,806毫米。